# Massimo Infante
Massimo Infante (Trieste, 9 maggio 1923 – Milano, 15 maggio 2001) è stato un giornalista, storico, saggista e critico d'arte italiano.

## Biografia
Ha intrapreso la carriera giornalistica scrivendo, per diversi anni, sui principali quotidiani veneti e per il quotidiano Alto Adige. Dal 1961 al 1966 è stato redattore e inviato speciale del celebre quotidiano milanese La Notte, diretto da Nino Nutrizio, per poi passare fino al 1969 al compito di redattore e inviato del mensile Historia dell'editore Cino Del Duca. Dal 1969 al 1983 è stato inviato speciale del quotidiano Avvenire, per il quale ha pubblicato inchieste sui problemi sociali e politici del Paese. Del quotidiano del pomeriggio La Notte è stato anche vicedirettore. È stato inviato speciale del Corriere della Sera e, successivamente, responsabile delle pagine Milano Hinterland. In seguito ha collaborato con diversi altri quotidiani nazionali, con radio e televisioni. È stato direttore della rivista Il Consulente Artistico.

## Opere principali
Parallelamente all'attività giornalistica ha svolto attività di divulgazione storica, pubblicando numerosi volumi per le Edizioni Ferni di Ginevra. Molte di queste opere sono state successivamente reimmesse sul mercato dalla Fratelli Melita Editori. Ha pubblicato - tra gli altri libri - nel 1973 per le Edizioni Ferni di Ginevra Il giorno che.. (tre volumi sulla storia d'Italia dal 1870) e, nello stesso anno, La guerra nei cieli (sulla Seconda guerra mondiale), opera ristampata dai Fratelli Melita Editori.
Insieme a Julius Bogatsvo e Max Polo ha scritto la collana in 15 volumi Vita e morte del soldato italiano nella guerra senza fortuna, sulle vicende belliche italiane dalla dichiarazione di guerra fino alla fine della Seconda guerra mondiale e pubblicato sempre nel 1973 dalle Edizioni Ferni di Ginevra. Un suo libro in questa collana ha titolo: Cacciatorpediniere all'attacco!; La guerra dei fanti; Quando la guerra è dolore; Quelli dei battaglioni M.
Nello stesso anno è uscito I barbari, quarto volume dei diciassette componenti la collana diretta da Francois Mabit "Storia moderna di Roma antica" (Edizioni Ferni). Nel 1974, sempre per Ferni, Storia segreta del Fascismo (tre volumi). Nel 1986, per le Edizioni Paoline, Coraggio senza cronaca – madri così (con prefazione di Guido Vergani, figlio di Orio Vergani). Nel 1991, insieme a Nino Nava, per la Casa del Libro di La Spezia, ha pubblicato Le belle navi che non tornarono (sulla Seconda guerra mondiale), ristampato dalla Fratelli Melita di La Spezia. Come critico d'arte è stato autore di numerose biografie e studi sui maestri contemporanei.

## Vita privata
Il giornalista Milo Infante è suo figlio.